# Bowen
För andra betydelser, se Bowen (olika betydelser).
Bowen är ett namn på flera olika personer: 
- Bowen, 1918-2000, pseudonym för den svenske illustratören Bengt Olof Wennerberg.
- Andrea Bowen, född 1990, amerikansk skådespelerska.
- Julie Bowen, född 1970, amerikansk skådespelerska.
- Nanci Bowen, född 1967, amerikansk professionell golfspelare.
- Stephen G. Bowen, född 1964, amerikansk astronaut.
- Norman Levi Bowen, född 1887, kanadensisk geolog.